# Луций Цецилий Метел (консул 68 пр.н.е.)
Вижте пояснителната страница за други личности с името Луций Цецилий Метел.
Луций Цецилий Метел (на латински: Lucius Caecilius Metellus; † 68 пр.н.е.) e политик на късната Римска република.

## Произход и кариера
Произлиза от влиятелнита фамилия Цецилии Метел. Най-малкият син е на Гай Цецилий Метел Капрарий и внук на Квинт Цецилий Метел Македоник. Брат е на консулите Квинт Цецилий Метел Кретик и Луций Цецилий Метел Диадемат и на Цецилия Метела Далматика.
През 71 пр.н.е. Метел става претор, следващата (70 пр.н.е.) година е пропретор в Сицилия на мястото на Гай Вер. През 68 пр.н.е. е избран за консул заедно с Квинт Марций Рекс.
Цецилий Метел умира в началото на 68 пр.н.е. За суфектконсул е избран Сервилий Вация, който умира преди да встъпи в длъжност.